# Джонні Еванс
Джо́натан Грант «Джо́нні» Е́ванс (англ. Jonathan Grant "Jonny" Evans, нар. 2 січня 1988, Белфаст, Північна Ірландія) — північноірландський футболіст, центральний захисник англійського клубу «Манчестер Юнайтед» та капітан збірної Північної Ірландії

## Клубна кар'єра
Народився 3 січня 1988 року в місті Белфаст. Вихованець футбольної школи клубу «Манчестер Юнайтед».
У дорослому футболі дебютував 2006 року виступами за команду «Манчестер Юнайтед». За час у команді додав до переліку своїх трофеїв титул володаря Суперкубка Англії з футболу (двічі), ставав володарем Кубка англійської ліги (двічі), чемпіоном Англії, клубного чемпіонату світу.
2006 року був орендований командою «Антверпен», в якій того року взяв участь в 11 матчах чемпіонату.
Згодом з 2006 по 2008 рік грав у складі клубу «Сандерленд» на правах оренди.
2015 року уклав контракт з клубом «Вест-Бромвіч Альбіон», у складі якого провів наступні три роки своєї кар'єри гравця. Більшість часу, проведеного у складі «Вест-Бромвіч Альбіона», був основним гравцем захисту команди.
До складу клубу «Лестер Сіті» приєднався 2018 року. Станом на 1 липня 2018 року відіграв за команду з Лестера 21 матч в національному чемпіонаті. 
28 листопада 2023 року на урочистій церемонії в Букінгемському палаці був удостоєний титулу кавалера ордена Британської імперії (MBE).

## Титули і досягнення
- Чемпіон Англії (4):

«Манчестер Юнайтед»: 2007-08, 2008-09, 2010-11, 2012-13
- Володар Кубка Футбольної ліги (3):

«Манчестер Юнайтед»: 2005-06, 2008-09, 2009-10
- Володар Суперкубка Англії (6):

«Манчестер Юнайтед»: 2007, 2008, 2010, 2011, 2013: «Лестер Сіті»: 2021
- Переможець Ліги чемпіонів УЄФА (1):

«Манчестер Юнайтед»: 2007-08
- Чемпіон світу серед клубів (1):

«Манчестер Юнайтед»: 2008
- Володар Кубка Англії (2):

«Лестер Сіті»: 2020-21
«Манчестер Юнайтед»: 2023-24

## Нагороди і звання
- Володар титулу кавалера ордену Британської імперії (MBE): 2023[1]